# Diplotropis triloba
Diplotropis triloba är en ärtväxtart som beskrevs av Henry Allan Gleason. Diplotropis triloba ingår i släktet Diplotropis och familjen ärtväxter. Inga underarter finns listade i Catalogue of Life.